# England expects that every man will do his duty
"England expects that every man will do his duty" (Nước Anh hy vọng rằng mỗi người sẽ thực hiện nhiệm vụ của mình) là một tín hiệu gửi bởi Đô đốc Horatio Nelson, đệ nhất tử tước Nelson soái hạm HMS Victory khi trận Trafalgar chuẩn bị bắt đầu vào ngày 21 tháng 10 năm 1805. Trafalgar là trận hải chiến quyết định trong các cuộc chiến tranh của Napoleon. Nó mang lại quyền khiểm soát các vùng biển cho Liên hiệp Vương quốc Anh và Ireland, loại bỏ tất cả các khả năng của một cuộc xâm lược Pháp và cuộc chiếm nước Anh. Mặc dù có được nhiều sự nhầm lẫn xung quanh các từ ngữ của tín hiệu sau trận đánh, ý nghĩa của các chiến thắng và cái chết của Nelson trong trận chiến đã dẫn đến cụm từ đi sâu vào linh hồn Anh, và nó đã được thường xuyên trích dẫn, diễn giải và tham chiếu đến ngày nay.